# سانتا كروز دو بياوي
سانتا كروز دو بياوي بلدية في ولاية بياوي في المنطقة الشمالية الشرقية من البرازيل.